# Antonia C. Wesseling

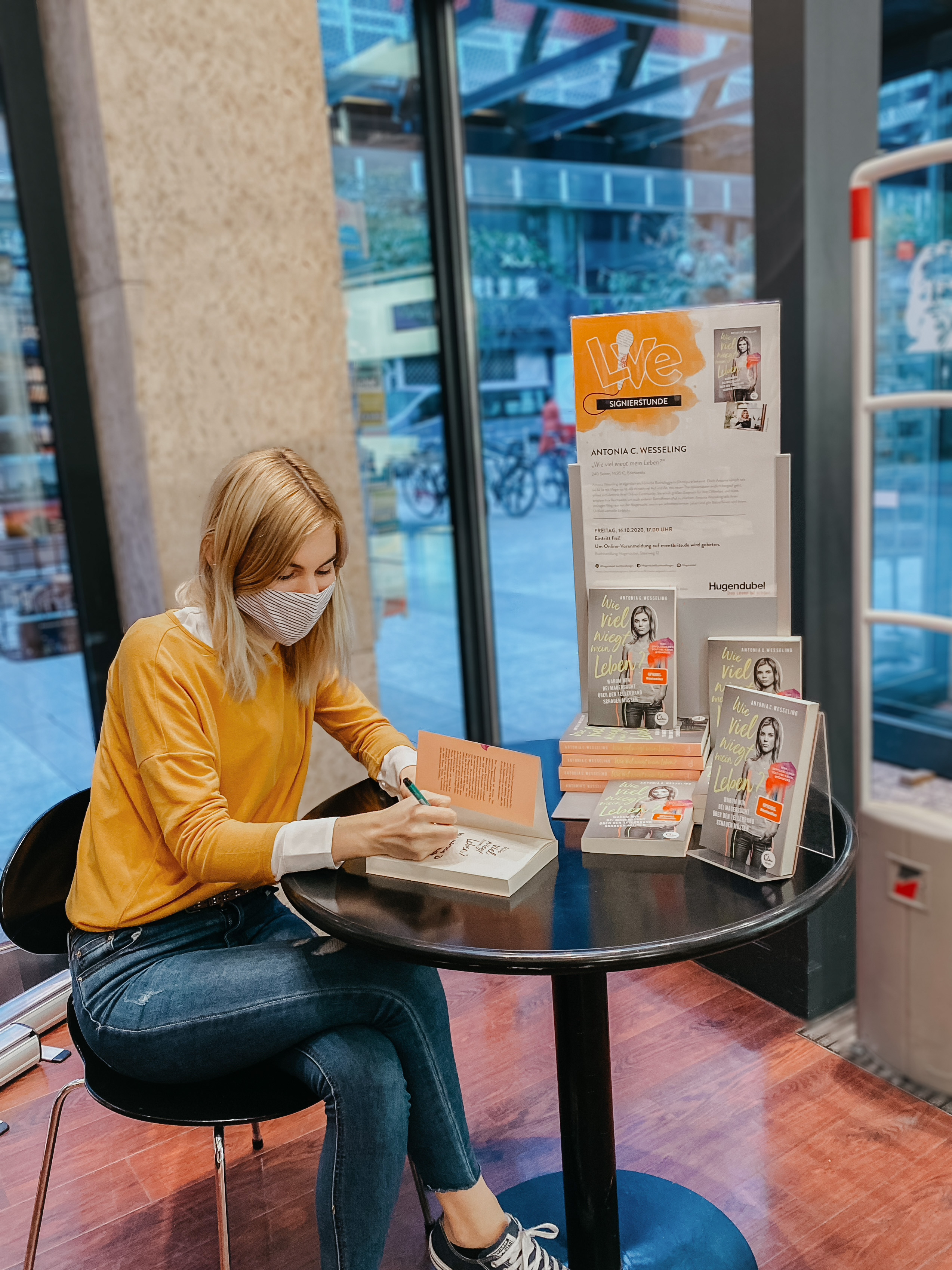
Antonia C. Wesseling (2020)

Antonia Charlotte Wesseling (* 6. Juni 1999 in Duisburg) ist eine deutsche Autorin und Buchbloggerin.

## Leben
Antonia Wesseling wuchs in Duisburg auf. In ihrer Kindheit begann sie, eigene Geschichten zu erfinden und aufzuschreiben. Im Februar 2015 veröffentlichte sie ihre ersten Videos auf ihrem YouTube-Kanal tonipure, in denen sie seither wöchentliche Buchempfehlungen ausspricht. Im November 2015 erschien ihr Debütroman Die Schablone. Nachdem sie schließlich einige Kinder- und Jugendbücher als Selbstpublikationen veröffentlicht hatte, wurde ihr erstes Verlagsbuch Die Maske der Vergangenheit im Juni 2017 bei Eisermann publiziert.
Wesseling erkrankte im Teenageralter an Magersucht. 2019 machte sie ihren Weg aus der Krankheit auf YouTube und Instagram öffentlich.
Ihre Autobiografie Wie viel wiegt mein Leben – Warum wir bei Magersucht über den Tellerrand schauen müssen erreichte 2020 Rang 17 der Spiegel-Bestsellerliste für Paperback Sachbücher. Das Buch wurde unter anderem im SAT 1Frühstücksfernsehen, im Südkurier, der Brigitte, dem Deutschlandfunk und dem Stern besprochen.
2020 gewann ihre Autobiografie den LovelyBooks Leserpreis in der Kategorie Sachbuch und Ratgeber.
Mit Wenn ich uns verliere platzierte sich Antonia Wesseling im September 2022 auf Platz 13 der Spiegel-Bestsellerliste.
Antonia Wesseling lebt und schreibt in Köln.

## Werke

### Kinder- und Jugendbücher
- Die Nachtsänger. epubli, Berlin 2014, ISBN 978-3-8442-9893-2.
  - Neuauflage bei CreateSpace Independent Publishing Platform, Berlin 2017, ISBN 978-1-5468-5307-7.
- Die Schablone – ein stiller Thriller. CreateSpace Independent Publishing Platform, Berlin 2015, ISBN 978-3-7432-0252-8
- mit Amal Majzoub: Große Herzen, kleine Herzen. Books on Demand, Berlin 2017, ISBN 978-3-7363-1297-5.
- Die Maske der Vergangenheit. Eisermann Verlag, Bremen 2017, ISBN 978-3-96173-000-1.

### Sachbücher
- Wie viel wiegt mein Leben – Warum wir bei Magersucht über den Tellerrand schauen müssen. Eden Books, Hamburg 2020, ISBN 978-3-7363-1336-1.

### New Adult
- Wenn ich uns verliere. Forever Verlag, Hamburg 2022, ISBN 978-3-9581-8682-8.
- Wo du uns findest. Forever Verlag, Hamburg 2023, ISBN 978-3-95818-681-1
- Was wir uns versprechen. Forever Verlag, Hamburg 2023, ISBN 978-3-95818-727-6
- Insight – Dein Leben gehört mir. Droemer Knaur, München 2024, ISBN 978-3-426-21755-9
- Dark Venice. Deep Water, Teil 1, Forever, 2024, ISBN 978-3-95818-788-7
- Dark Venice. Deep Water, Teil 2, Forever, 2025, ISBN 978-3-95818-789-4
- Loverboy – Niemand liebt dich so wie ich. Knaur, München 2025, ISBN 978-3-426-56024-2

### Anthologien
- mit Amal Majzoub: Die Fantasygirls präsentieren ... Fantastische Weihnachten! CreateSpace Independent Publishing Platform, Berlin 2015, ISBN 978-1-5195-3536-8.
- mit Reinhard Kratzl u. a.: Sommer Storys – Eine Anthologie. Books on Demand, Norderstedt 2016, ISBN 978-3-7412-8505-9.

## Auszeichnungen
- 2020: LovelyBooks Leserpreis Gold in der Kategorie Sachbuch und Ratgeber für Wie viel wiegt mein Leben – Warum wir bei Magersucht über den Tellerrand schauen müssen[19]